# Veronica Brenner
Veronica Brenner (18 ottobre 1974) è un'ex sciatrice freestyle canadese.

## Palmarès

### Olimpiadi
- 1 medaglia:
  - 1 argento (Salt Lake City 2002 nei salti).